# John Vanbrugh
Sir John Vanbrugh (/ˈvænbrə/; Londres, 24 de janeiro de 1664 – Londres, 26 de março de 1726) foi um arquiteto e dramaturgo inglês, talvez mais conhecido como o criador do Palácio de Blenheim e o Castelo Howard. Escreveu duas comédias argumentativas e francas da Restauração, O Relapso (1696) e A Esposa Provocada (1697), que se tornaram duradouras e favoritas nos palco mas que originalmente ocasionaram muita controvérsia. Foi nomeado cavaleiro em 1714.
Vanbrugh foi, em muitos sentidos, um radical ao longo de sua vida. Quando jovem e membro comprometido do partido Whig, fazia parte do esquema para derrubar Jaime II, colocar Guilherme III no trono e proteger a democracia parlamentar inglesa, e foi preso pelos franceses como prisioneiro político. Em sua carreira como dramaturgo, ofendeu muitas seções da Restauração e da sociedade do século XVIII, não só pela explicitação sexual de suas peças, mas também por suas mensagens em defesa dos direitos das mulheres no casamento. Foi atacado em ambos os casos, e foi um dos principais alvos da Ideia Curta da Imoralidade e Profanação do Palco Inglês, de Jeremy Collier. Em sua carreira na arquitetura, criou o que veio a ser conhecido como barroco inglês. Sua obra arquitetônica era arrojada e ousada como seu ativismo político precoce e peças com temática de casamento, e abaladas opiniões conservadoras sobre o assunto.

## Início de vida
Nascido em Londres e batizado em 24 de janeiro de 1664, Vanbrugh era o quarto filho (de 19), e filho sobrevivente mais velho, de Giles Vanbrugh, um comerciante de pano de Londres de descendência flamengo-protestante, e sua esposa Elizabeth, viúva de Thomas Barker (por quem a mãe de Vanbrugh teve o primeiro de seus vinte filhos, sua meio-irmã mais velha, Elizabeth), e filha de Sir Dudley Carleton, de Imber Court, em Thames Ditton, Surrey. Ele cresceu em Chester, onde sua família havia sido conduzida tanto pelo grande surto de peste em Londres, em 1665, ou o Grande Incêndio de 1666. É possível que tenha frequentado a Escola do Rei, em Chester, embora nenhum registro de sua estadia como estudioso tenha sobrevivido. Outro candidato teria sido a escola em Ashby-de-la-Zouch, fundada por Henrique Hastings, 3.° Conde de Huntingdon. Também não era incomum que garotos fossem enviados a estudar em escolas longes de casa, ou com um tutor.